# Святополк Мстиславич
Святополк Мстиславич (в крещении предположительно Иоанн, около 1114/1118 — 20 февраля 1154) — князь полоцкий (1132), псковский (1138—1148), берестейский (1140), новгородский (1132, 1138, 1142—1148), луцкий (1150—1151, 1151—1152) и волынский (1149, 1151—1154), сын князя Мстислава Владимировича.

## Биография
Святополк в 1132 году, был князем в Полоцке. Святополка там оставил брат — Изяслав, отправляясь в Переяславль. Но вскоре полочане изгнали Святополка, вероятно, они были недовольны отъездом Изяслава, и призвали на княжение внука Всеслава Чародея, Василька Святославича.
В 1135 году Святополк участвовал в походе вместе с братьями Всеволодом и Изяславом на Переяславское княжество, занятое их дядей Юрием Владимировичем (Долгоруким).
В 1137 году Святополк Мстиславич сопровождал своего брата Всеволода из Новгорода во Псков. Зимой того года Всеволод умер во Пскове, и псковским князем стал Святополк Мстиславич, который княжил там до 1140 года, когда великий князь Всеволод Ольгович дал ему с братом, Владимиром Мачешичем, город Берестье. 
В 1141—1142 Изяслав передал своей сестре Агафье Мстиславне, жене Всеволода Ольговича: «Выпроси у зятя Новгород Великий брату своему Святополку», и великий князь направил Святополка Мстиславича в Новгород. Между 23 декабря 1143 года и 6 января 1144 года Святополк женится в Великом Новгороде, возможно, на дочери моравского князя Оттона II Евфимии: «Въ лѣто 6651. Стояше вся осенина дъждева, от Госпожина дни до Корочюна, тепло, дъжгь; и бы вода велика вельми въ Волхове и всюде, сено и дръва разнесе; озеро морози въ нощь, и растьрза вѣтръ, и вънесе въ Волхово, и поломи мостъ, 4 городнѣ отинудь безнатбе занесе. Въ то же лѣто оженися Святопълкъ Новгородѣ, приведе жену из Моравы, межи 13 Рожествомь и Крещениемь».
В 1148 году Изяслав, ставший в 1146 году великим князем, вывел Святополка из Новгорода и посадил там своего сына Ярослава, а Святополку отдал Владимир-Волынский.
В 1149 году Святополк участвовал вместе с братом в войне против Юрия Долгорукого. Во Владимире-Волынском Святополк Мстиславич был князем недолго, и уступил княжение брату Изяславу, изгнанному из Киева Юрием Долгоруким.
В 1150 году владел Луцком. Когда Изяслав с помощью венгров снова двинулся на Юрия, Святополк Мстиславич сопровождал брата, чтобы охранять его от галицкого князя Владимира Володаревича, следовавшего за войском Изяслава. В том же году помогал брату в борьбе с Юрием и вновь получил Владимир-Волынский, где и сидел до самой смерти.
В 1152 году великий князь Изяслав Мстиславич предпринял поход против Владимира Володаревича. Святополк Мстиславич пришёл к брату в Пересопницу со своим войском, но Изяслав отправил его назад во Владимир-Волынский. В том же году Святополк Мстиславич ходил с Изяславом в Новгород против сына Юрия — Василька, но этот поход закончился миром.
В 1153 году участвовал в походе Изяслава против галицкого князя Ярослава Владимировича Осмомысла.
Историографами отмечается, что Святополк, вероятно, не отличался особенными способностями и не обладал личной инициативой. Ни разу не предпринял ничего самостоятельно и только оказывал помощь другим, главным образом своему брату Изяславу.
Святополк упоминается в новгородской берестяной грамоте № 850 . В тексте письма к боярину Петру (Петроку) Михалковичу идёт речь об урегулировании конфликта, связанного с землёй, в передаче которой как-то участвовал Святополк. Судя по тому, что он назван по имени (а не «князь», если бы речь шла о действующем князе), грамота датируется временем вскоре после его изгнания — 1148 годом.
С 1143/1144 был женат на Евфимии, дочери Оломоуцкого князя Оттона II Чёрного.